# Cokenach
Cokenach – osada w Anglii, w Hertfordshire. Cokenach jest wspomniana w Domesday Book (1086) jako Cochenac.